# گرازیانو لاندونی
گرازیانو لاندونی (انگلیسی: Graziano Landoni؛ زادهٔ ۲۴ نوامبر ۱۹۳۹) بازیکن فوتبال اهل ایتالیا است.
از باشگاه‌هایی که در آن بازی کرده‌است می‌توان به باشگاه فوتبال سورنتو کالچو، باشگاه ورزشی لاتزیو، باشگاه فوتبال پیاچنزا، باشگاه فوتبال کاتانیا، باشگاه فوتبال آتالانتا، باشگاه فوتبال پالرمو، باشگاه فوتبال پرو ورچلی، و باشگاه فوتبال ترنانا اشاره کرد.